# 埼玉県立草加南高等学校
埼玉県立草加南高等学校（さいたまけんりつ そうかみなみこうとうがっこう）は、埼玉県草加市柳島町にある全日制の公立高等学校。市内唯一の外国語科設置校である。
通称『草南』

## 概要
1学年7クラス規模の高校で、生徒数は2021年現在で828名（男子358名・女子470名）。
普通科では2年次に文系・理系にわかれ、3年次では文系・理系α・理系βの3つに分かれる。
外国語科では、英語の授業時間が週9時間となっている。2年次からは第2外国語として、中国語・フランス語・ドイツ語を選択できる。

## 教育組織
- 全日制
  - 普通科（各学年6クラス）
  - 外国語科（各学年1クラス）

## 沿革
- 1976年（昭和51年） - 埼玉県立草加南高等学校開校
- 1989年（平成元年） - 普通科に外国語コース導入
- 1998年（平成10年） - 外国語コースを発展させて外国語科に学科転換

## 校訓
寛容　忍耐　高翔

「他人に寛容であれ。自分に厳しくあれ。理想は高くあれ。」

## 制服
男女とも紺色のブレザーで、下は灰色。

男子のブレザーはシングルの2つボタンだが、女子のブレザーはダブルの4つボタンになっている。

## 学校行事
遠足、体育祭、球技大会、長距離走大会、蒼穹祭（文化祭）などがある。
長距離走大会は、2016年はみさと公園をスタートして江戸川沿いを男子20km、女子15km走った。2019年は埼玉スタジアム2002周辺を男子12.5km、女子10km走った。

## クラブと実績
15の運動部、7の文化部が活動している。校内にプールがないため、水泳部はない。バレーボール部は女子のみ。
運動部
- ウェイトリフティング部
  - 2013年～2018年69kg級インターハイ出場
- 剣道部
- 硬式テニス部（男・女）
- 硬式野球部
- サッカー部
- 女子ソフトボール部
- 女子バレーボール部
- ソフトテニス部（男・女）
- 卓球部
- バスケットボール部（男・女）
- バドミントン部
- 陸上部
  - 2015年女子100mインターハイ出場

文化部
- 演劇部
- 軽音楽部
- 茶道部
- 吹奏楽部
- 美術部
- 料理部
- 生物・化学部

## 交通
最寄り駅から微妙な距離があるため、自転車通学が多い。
- 東武伊勢崎線「谷塚駅」西口より徒歩19分。
- 東武伊勢崎線「草加駅」西口より東武バス「見沼代親水公園行」または「竹ノ塚駅西口（新堀経由）行」に乗車し、「中柳島」バス停下車、徒歩8分。

## 著名な卒業生
- dustbox（日本のロックバンド）
- 竹谷賢二（自転車競技・MTB選手、2004年のアテネオリンピック代表）
- 深田竜生（アイドル、 ジュニア内男性アイドルグループ少年忍者のメンバー）
- 信川清順（女優）